# Leucotabanus aurarius
Leucotabanus aurarius är en tvåvingeart som beskrevs av David Fairchild 1953. Leucotabanus aurarius ingår i släktet Leucotabanus och familjen bromsar.
Artens utbredningsområde är Panama. Inga underarter finns listade i Catalogue of Life.